# Khánh Băng
Khánh Băng (1935–2005) là một nhạc công, nhạc sĩ người Việt Nam. Ông là tác giả của nhiều ca khúc được yêu thích, trong đó nổi tiếng nhất là bài Sầu đông.

## Sự nghiệp
Ông tên thật là Phạm Văn Minh, sinh năm 1935 tại Thắng Tam, Vũng Tàu.
Năm 1949, Khánh Băng lên học trung học ở trường Huỳnh Khương Ninh, Sài Gòn. Ông cùng vài người bạn như Vân Hùng, Tùng Lâm... lập một ban nhạc cùng nhau thường xuyên tập dượt và chơi miễn phí cho các đám cưới. Nghệ danh Khánh Băng được ghép từ tên của hai cô bạn học từ thời tiểu học, một người là Khanh còn người kia tên Băng, ông thêm dấu "sắc" vào chữ "Khanh" thành Khánh Băng.
Năm 1954, dưới sự hướng dẫn và giúp đỡ của nhạc sĩ Võ Đức Thu, Khánh Băng thi đậu vào làm nhạc công đàn mandolin ở Đài phát thanh Sài Gòn. Tiếp sau đó, ông được Tùng Lâm tiến cử với nghệ sĩ Trần Văn Trạch chơi đàn ở đoàn Sầm Giang lẫn ban kịch Dân Nam và Đài phát thanh Pháp Á. Từ năm 1955 đến 1959, ông thường xuất hiện trên các sân khấu đại nhạc hội và phụ diễn ca nhạc với tiết mục độc tấu guitar thùng. Năm 1960, ông chuyển qua chơi guitar điện và biểu diễn hàng đêm tại phòng trà ca nhạc do chính ông làm chủ ở Thị Nghè. Khánh Băng được coi là người Việt Nam đầu tiên sử dụng đàn guitar điện trên sân khấu vào thập niên 1960.
Năm 1962, ông thành lập ban nhạc với những thành viên ban đầu gồm ông, Phùng Trọng, Dương Quang Định và Dương Quang Lê Minh. Đến năm 1967, ban nhạc của ông trở thành ban nhạc thường trực của Đài Truyền hình Sài Gòn.
Khánh Băng viết nhạc từ những năm học tiểu học, bản thân ông cũng không nhớ bản nhạc đầu tay của mình. Bản nhạc đầu tiên của ông được phát thanh là Nụ cười thơ ngây, do Minh Trang và Anh Ngọc song ca trên Đài Phát thanh Sài Gòn ngày 15 tháng 3 năm 1955. Sau đó, ông bắt đầu được biết đến với bài Vọng ngày xanh viết năm 1956. Bài hát này được nhà văn nữ nổi tiếng Françoise Sagan viết lời Pháp và nhờ vậy, ông được Hội Tác quyền âm nhạc Pháp mời gia nhập.
Khánh Băng viết rất nhiều ca khúc có tiết tấu nhanh, sôi động, thường được gọi là thể loại nhạc kích động. Những bài Sầu đông, Có nhớ đêm nào, Tiếng mưa rơi... do ông sáng tác vào khoảng năm 1962 được coi là những bài nhạc trẻ đầu tiên ở Việt Nam. Riêng bài Sầu đông còn được ông viết thêm lời Pháp Jonhny Mon Amour và có thêm lời tiếng Anh do một người khác viết. Ông cũng viết các ca khúc trữ tình dưới bút danh Anh Minh, Nhật Hà, Thủy Thanh Lam và Thanh Hà.
Trong khoảng thời gian từ 1991 đến 1996, trước khi bị mù do ảnh hưởng của bệnh tiểu đường, ông vẫn còn sáng tác được hơn 100 bài, trong đó có những bài hát phổ biến như Chờ người, Chiều đồng quê, Trên nhịp cầu tre,... mang phong cách dân ca Nam Bộ.
Ông mất ngày 9 tháng 2 năm 2005 (mùng một Tết Ất Dậu) tại nhà riêng quận Bình Thạnh, Thành phố Hồ Chí Minh. Thi hài ông được an táng ở quê nhà Vũng Tàu.

## Sáng tác
Danh sách này không đầy đủ, bạn cũng có thể giúp mở rộng danh sách.
Bút danh khác
- 6 tháng quân trường (Nhật Hà)
- Chung niềm tâm sự (Nhật Hà)
- Đóa hoa tình thương (Nhật Hà)
- Đường trần vạn nẻo (Thanh Hà)
- Giờ này anh ở đâu? (Nhật Hà)
- Gối mộng (Nhật Hà)
- Hoa cưới nhà ai (Thủy Thanh Lam)
- Một chiều gặp gỡ (Nhật Hà)
- Lời thì thầm (Nhật Hà)
- Nếu có xa nhau (Nhật Hà)
- Nỗi buồn đêm đông (Anh Minh)
- Tình yêu là gì (Thủy Thanh Lam)
- Trăng thề (Nhật Hà)
- Vườn tao ngộ (Nhật Hà)

Khánh Băng
- 2 người lính trẻ
- 10 năm giã biệt
- Bên ánh đèn đêm
- Bước giang hồ
- Bốn mùa thương nhớ
- Cánh én ngày xuân
- Chiều đồng quê
- Chiều hoang
- Chiều hoang giã biệt
- Chiều thủ đô
- Chiều vàng với mái nhà tranh (lời Việt)
- Chờ người
- Chung tình
- Chuyện đôi ta
- Có nhớ đêm nào
- Còn chi nữa
- Con đường mang tên chúng ta
- Cung đàn lãng tử
- Cuộc tình nuối tiếc
- Đà Lạt một chiều mơ
- Đêm cô đơn
- Đêm hành quân
- Đôi bờ
- Đôi cánh thiên thần
- Đôi ngả chia ly
- Đừng trách người đi
- Em gái quê
- Em ơi đừng đến nữa
- Gió thu
- Khi đã yêu em
- Lá thư đêm[a]
- Màu nắng quê hương
- Miền Nam ca khúc
- Mối duyên quê
- Mộng chiều
- Một chiều gặp gỡ
- Một cuộc tình sầu
- Nếu
- Nếu biết em
- Nếu có nhớ đến
- Nếu có xa nhau
- Nếu có yêu em
- Nếu một ngày
- Ngày về quê cũ
- Người lính chung tình
- Người tình và quê hương[2]
- Người về sau cuộc chiến
- Nhắn nhủ
- Nhắn cánh chim chiều
- Nhịp bước ngày xuân
- Nhớ cánh chim xưa
- Những giọt mưa sầu
- Những nụ cười
- Pháo hồng tiễn biệt
- Sầu đông
- Sương rơi
- Tại vì anh
- Thà đừng yêu nhau
- Thần kinh non nước hữu tình
- Tiếc thương
- Tiếng mưa rơi
- Tìm ánh sao rơi
- Tìm yêu
- Tình cho không[3]
- Tình đầu dang dở
- Tình đẹp muôn thuở
- Tình đẹp quê hương
- Tình đêm trăng thu
- Tình khúc giao duyên
- Tình mơ
- Tình yêu là thế
- Tôi muốn quên người
- Trả lại cho tôi
- Trách hờn
- Trăng thanh nhạc khúc
- Trăng và thủy thủ
- Trăng Vũng Tàu
- Trên nhịp cầu tre
- Tủi phận
- Vọng áng mây chiều
- Vọng cố nhân
- Vọng ngày xanh
- Vòng hoa mùa cưới
- Vui trọn đêm nay
- Xin nhớ tìm nhau
- Xuân cố hương
- Xuân đến rồi bạn ơi
- Xuân liên hoan